# Trichoprosopon castroi
Trichoprosopon castroi är en tvåvingeart som beskrevs av Da Costa Lima 1942. Trichoprosopon castroi ingår i släktet Trichoprosopon och familjen stickmyggor. Inga underarter finns listade i Catalogue of Life.